# Верховный совет Антанты
Верхо́вный сове́т Анта́нты (Верхо́вный сою́зный Сове́т стран Анта́нты, «Сове́т пяти́»), Междусоюзнический Верховный военный совет, Верховный совет — высший руководящий орган государств-участниц Антанты. 
Верховный совет был образован в конце Первой мировой войны и просуществовал до середины 1920-х годов. Высший военный совет дислоцировался в Версале. Совет служил вторым источником рекомендаций для гражданского руководства, форумом для предварительного обсуждения потенциальных условий перемирия, а затем условий урегулирования по мирному договору (Парижская мирная конференция), его сменила Конференция послов в 1920 году. Выполнял функции мирового правительства, решая судьбы всего послевоенного мира, согласно воле победителей. Влияние уменьшалось с развитием и ростом влияния Лиги Наций.

## История
В 1917 году, после поражения итальянской армии у Капоретто, 5 — 7 ноября, в Рапалло прошла конференция стран Антанты, постановившая создать Верховный совет Антанты, и 7 ноября был учреждён междусоюзнический Верховный военный совет, в составе глав правительств государств и по одному министру от Франции, Великобритании, Италии и Соединённых Штатов Северной Америки, с придачей в качестве технического аппарата военных представителей указанных государств (М. Вейган, Генри Вильсон, Кадорна и Блисс), В связи с переворотом (революцией) Российских представителей не пригласили.
Следующая конференция состоялась в Париже 16 (29) ноября — 21 ноября (4 декабря). В задачу Конференции представителей всех государств Согласия руководители этих государств поставили объединение действий союзников. Важнейшие решения Парижской конференции Высшего совета Согласия были следующие:
1. организация обще-союзного верховного совета для объединения действий на фронтах;
2. создание обще-союзного морского штаба для объединения действий на море;
3. выдача Итальянскому королевству 10 000 000 000 лир на военные расходы и улучшение её экономического положения;
4. оказание финансовой поддержки Греции.

Было вынесено также общее постановление помогать друг другу в деле снабжения и транспорта и устранить взаимную конкуренцию при закупке разного рода продуктов. По вопросу об отношении к России конференция признала, что союзные державы могут иметь официальные сношения лишь с полномочными представителями русского законно образованного правительства, признаваемого всем русским народом. В зависимости от этого и находится дальнейшее отношение союзных держав к тем шагам, которые предприняты от имени России. Конференция решила вступить в переговоры с Россией относительно общего с ней образа действий только в том случае, если в этих переговорах примет участие законно образованное правительство.
Верховный совет Антанты занимался распределением международных мандатов.

## Состав
В Верховный совет Антанты на постоянной основе вошли пять государств, являвшихся, после выхода России из Первой мировой войны, костяком «союза сердечного согласия» — Великобритания, Франция, США, Италия и Япония. В Совет назначались премьер-министры перечисленных держав, представитель Японии, а также представители их Генштабов.

## Организация работы
Работа Верховного совета была организована в форме заседаний, собиравшихся для обсуждения и решения текущих военных и политических вопросов. Периодически государства Согласия и их союзники собирались на международные конференции, куда могли приглашаться представители иных государств, в зависимости от вопросов, стоящих в повестке дня. По результатам работы конференций Совет выносил свои резолюции.

## Примечательные решения
- Линия Керзона — была рекомендована Верховным советом Антанты на Парижской мирной конференции в декабре 1919 года.
- В европейских центральных газетах, от 18 января 1920 года, было опубликовано решения правительств государства Согласия снять блокаду с Советской России и разрешить вести торговлю с Россией. Однако в сообщении подчеркивалось, что это постановление «ни в коем случае не означает изменения политики союзников по отношению к Советскому правительству»[5].
- Каннская резолюция Совета Антанты, от 6 января 1922 года — решение о снятии экономической блокады с Советской России[5]. «Верховный совет, ознакомившись с докладом комитета, назначенного для рассмотрения вопроса о возобновлении некоторых торговых сношений с русским народом, постановил разрешить обмен товарами на основе взаимности между русским народом и союзными и нейтральными странами. Для этой цели Совет решил дать некоторое облегчение русским кооперативным организациям»[3][6]